# 西池沙織
西池 沙織（にしいけ さおり、1985年7月28日 - ）は、関西地方を中心に活動する気象予報士・防災士。
かつては、NHK高松放送局のリポーター・キャスター、NHK京都放送局のリポーター、毎日放送（MBS）専属の気象キャスターを歴任。MBSの気象キャスター時代には、南気象予報士事務所に所属していた。

## 人物・経歴
兵庫県神戸市の出身で、大阪大学外国語学部（旧大阪外国語大学）を卒業した。
大学卒業後の2009年に、NHK高松放送局にリポーターとして入局。2011年から3年間キャスターを務めた後に、2014年度にNHK京都放送局でリポーターを務めた。この間に、3回にわたって気象予報士試験を受験。2014年に資格を取得した。
2015年4月1日付で、毎日放送と気象キャスターとしての専属契約を締結。長年にわたって同局の天気予報に出演してきた今出東二の後任として、同日から2016年9月30日（金曜日）まで、『ちちんぷいぷい』『VOICE』（いずれもMBSテレビ平日午後の生放送番組）の気象キャスターを担当した。
なお、MBSとの契約期間満了後の2017年に、南気象予報士事務所を退職。退職後は、株式会社KEE'Sが運営するアナウンススクールで講師を務めるかたわら、関西以外の地方の放送局の番組で随時気象キャスターを担当している。
小中学校時代は陸上競技部で短距離選手だったが、大阪大学在学中からマラソンを始めた。現在では、42.195 kmを3時間50分台で走る脚力を持つという。また、赤十字救急法救急員、FTPマットピラティストレーナー、高等学校教諭（英語・国語）、ホームヘルパー・障害者（児）ヘルパー2級、マナーOJTインストラクターといった資格も取得している。

## 過去の出演番組
NHK時代
- ひるまえかがわ キャスター（高松局時代）
- ニュース610 京いちにち リポーター（京都局時代）
- ぐるっと関西おひるまえ（京都局時代）

MBS時代
- ちちんぷいぷい
- VOICE

その他
- ニュースこまち（NHK秋田放送局・2017年8月21日 - 25日・村木祐輔の気象キャスター代行）
- マルシェア（静岡第一テレビ・2017年10月9日 - 13日・手塚悠介の気象キャスター代行）
- news every.しずおか（静岡第一テレビ・2017年10月9日 - 13日・手塚悠介の気象キャスター代行）
- ニュースブリッジ北九州（NHK北九州放送局・2017年12月18日 - 22日・佐藤万里奈の気象キャスター代行）
- UP!（メ～テレ、2018年10月1日 - 2019年3月22日）

## 過去の講演会
- 兵庫県私立中学高等学校理科教育研究会交流シリーズ①公開授業＆気象予報士講演会（2015年7月25日、滝川中高等学校講堂）
- 京都光華女子大学地域連携推進センター平成28年度秋期公開講座（2016年10月29日、京都光華女子大学徳風館6階小講堂）